# Ліза Барбелен
Ліза Барбелен (10 квітня 2000 , Ле ) — французька лучниця, бронзова призер Олімпійських ігор 2024 року.

## Виступи на Олімпіадах
| Олімпіада  | Дисципліна             | Місце |
| ---------- | ---------------------- | ----- |
| Токіо 2020 | індивідуальна першість | 9     |
| Токіо 2020 | змішана команда        | 9     |
| Париж 2024 | індивідуальна першість | 3     |
| Париж 2024 | командна першість      | 9     |

## Зовнішні посилання
- Ліза Барбелен на сайті World Archery (англійська)
- Ліза Барбелен на сайті Olympics.com (англійська)
- Ліза Барбелен на сайті Olympedia (англійська)